# Людвік Крулик
Лю́двік Кру́лик (пол. Ludwik Królik; 1 червня 1942, Побужани — 17 грудня 1999, Варшава) — римо-католицький священик, професор, доктор богослов'я, Почесний Капелан Його Святості (прелат) та декан Папського теологічного факультету у Варшаві.

## Біографія
Народився 1 червня 1942 року в Побужанах на Львівщині в багатодітній селянській родині.
У 1961—1967 роках закінчив Вищу Митрополичу Духовну Семінарію у Варшаві. Після прийняття ієрейських свячень у 1967 році був вікарієм у декількох парафіях тодішньої Варшавської архідієцезії.
У 1973—1977 роках навчався у Люблінському католицькому університеті, здобув звання ліценціата, потім доктора з історії Церкви. Після захисту дисертації у 1986 році в Папській Богословській Академії у Кракові, в 1988 році став доцентом Папського Теологічного Факультету у Варшаві.
У 1990-х роках здобув професорські ступені на Папському Теологічному Факультеті у Варшаві, а у 1997 році отримав також посаду надзвичайного професора у Академії католицького богослов'я, яка знаходилася також у Варшаві (нині Університет кардинала Стефана Вишинського).
Перші дві книжкові публікації професора пов'язані з Луцькою дієцезією, а саме:
- «Organizacja dekanalna diecezji łuckiej i brzeskiej w XVII i XVIII w.» (Люблін 1981);
- «Organizacja dekanalna diecezji łuckiej i brzeskiej od XVI do XVIII w.» (Люблін 1983).

Друга із згаданих праць — докторська праця — є монографією організації Луцької дієцезії, яка в згаданому часі була нечувано розлеглою територіально. Нині її терени належать до трьох незалежних держав. Ця дієцезія охоплювала не лише Волинь і Брацлавщину (терен нинішньої України), але і берестейський округ (частину Полісся — Білорусь), а також Підляшшя (нині лише воно належить до Польщі). Докторська дисертація на тему організації луцької і берестейської дієцезій, стала новаторською, бо до того часу не було такого опрацювання. Професор о. Крулик відкрив невідомі до того часу звіти луцьких і берестейських єпископів, які були переслані до Риму. Натрапив у джерелах також на примітки, які стосувалися трьох луцьких синодів. Досягненням опрацювання о. Людвіка була, невідома дослідникам, окружна препозитура в Бересті (подібні препозитури, як одиниці територіальної внутрішньо-дієцезіальної організації, виступали лише в Краківській дієцезії).
Від 1984 року о. Людвік Крулік мешкав у будинку, в якому колись мешкав монах камальдулів, при Варшавській семінарії на Бєлянах. В останні роки, крім виконання функції Папського декана теологічного факультету у Варшаві, був віцепостулятором у канонізаційному процесі мучеників Другої світової війни, а також членом Історичної комісії у беатифікаційному процесі о. Юрія Попелюшки.
Його життєвим девізом були слова св. Івана від Хреста: «Чим меншим схочеш бути, тим станеш більшим». Улюбленим читанням — як подає «Хто є ким у Церкві. Екуменічне „who is who“ християнства в Польщі» Григорія Поляка, Варшава 1999, с. 191) — окрім Святого Письма, були історичні книжки (особливо Генрика Сінкевича і Йосифа-Ігнатія Крашевського), діла святого Івана від Хреста, святої Терези, «Щоденник» блаженної сестри Фаустини Ковальської, агіографія, історіографія, теологія історії, а також книжки із царини моральної та аскетичної теологій.
Помер 17 грудня 1999 року. Похоронна свята Меса була відправлена у вівторок, 21 грудня 1999 року, в костелі Непорочного Зачаття Пресвятої Діви Марії у Ляску Бєлянському, після чого похований був на Повонзківському цвинтарі у Варшаві у спільній могилі священиків.

## Твори
- Kapituła katedralna łucka od XV do XVIII wieku // Studia Theologica Varsaviensia 18 (1980). — nr l. — S. 167—188.
- Nieznane synody diecezji łuckiej // Wiadomości Diecezjalne Podlaskie» 51 (1982). — nr 6. — S. 182—184.
- Organizacja dekanalna diecezji łuckiej i brzeskiej w XVII i XVIII wieku. — Lublin, 1981.
- Organizacja diecezji łuckiej i brzeskiej od XVI do XVIII wieku. — Lublin, 1983.
- Organizacja diecezji łuckiej i brzeskiej od XVI do XVIII wieku // Roczniki Teologiczno-Kanoniczne 25 (1978). — z. 4. — S. 24—34.
- Organizacja terytorialna diecezji puckiej i brzeskiej od XVI do XVIII wieku // Warszawskie Studia Teologiczne 1 (1983). — S. 293—310.
- Uposażenie biskupstwa łuckiego // Wiadomości diecezjalne Podlaskie 51 (1982). — nr 7. — S. 220—223.